# Chiesa di San Nicolò (Bardineto)
La chiesa di San Nicolò è un luogo di culto cattolico situato nel comune di Bardineto, lungo la strada provinciale 52, in provincia di Savona.

## Storia e descrizione
Facilmente raggiungibile dalla strada SP 52 che conduce al Colle Scravaion, dopo il ponte sul rio San Giovanni che porta alla rinomata Fons Salutis dove sgorga un'acqua purissima, si trova un'antica pieve romanica, considerata tra i monumenti più importanti del borgo e dichiarata monumento nazionale italiano dal 1906.
Fu costruita sui resti di un antico edificio di culto del XII secolo; l'attuale struttura risalirebbe al XV secolo, periodo della datazione degli affreschi gotici interni. 
L'edificio si presenta ad unica navata e con soffitto in legno a capriata. L'attuale aspetto della chiesa è frutto di varie modifiche strutturali che si sono succeduti nei secoli. Si conoscono tre fasi costruttive in epoca romanica, alto e tardo medievale. Nel 1909 fu oggetto di un restauro da parte della commissione conservativa monumentale di Liguria e Piemonte. Successivi interventi risalgono al 1926, 1935-1937. 
Il secondo grosso intervento fu eseguito da parte della soprintendenza di Genova nel 1951-1952 (ripristino tetto, ripulitura affreschi, il tetto poi venne rialzato poggiandolo su una base di cemento per evitare l'umidità che danneggiava le pitture). La ripulitura degli affreschi fu eseguita nel 1930 da Amilcare Oggerini e poi ci fu un ulteriore restauro da parte di Carlo Zanfrognini tra il luglio 1951 e l'agosto del 1952.

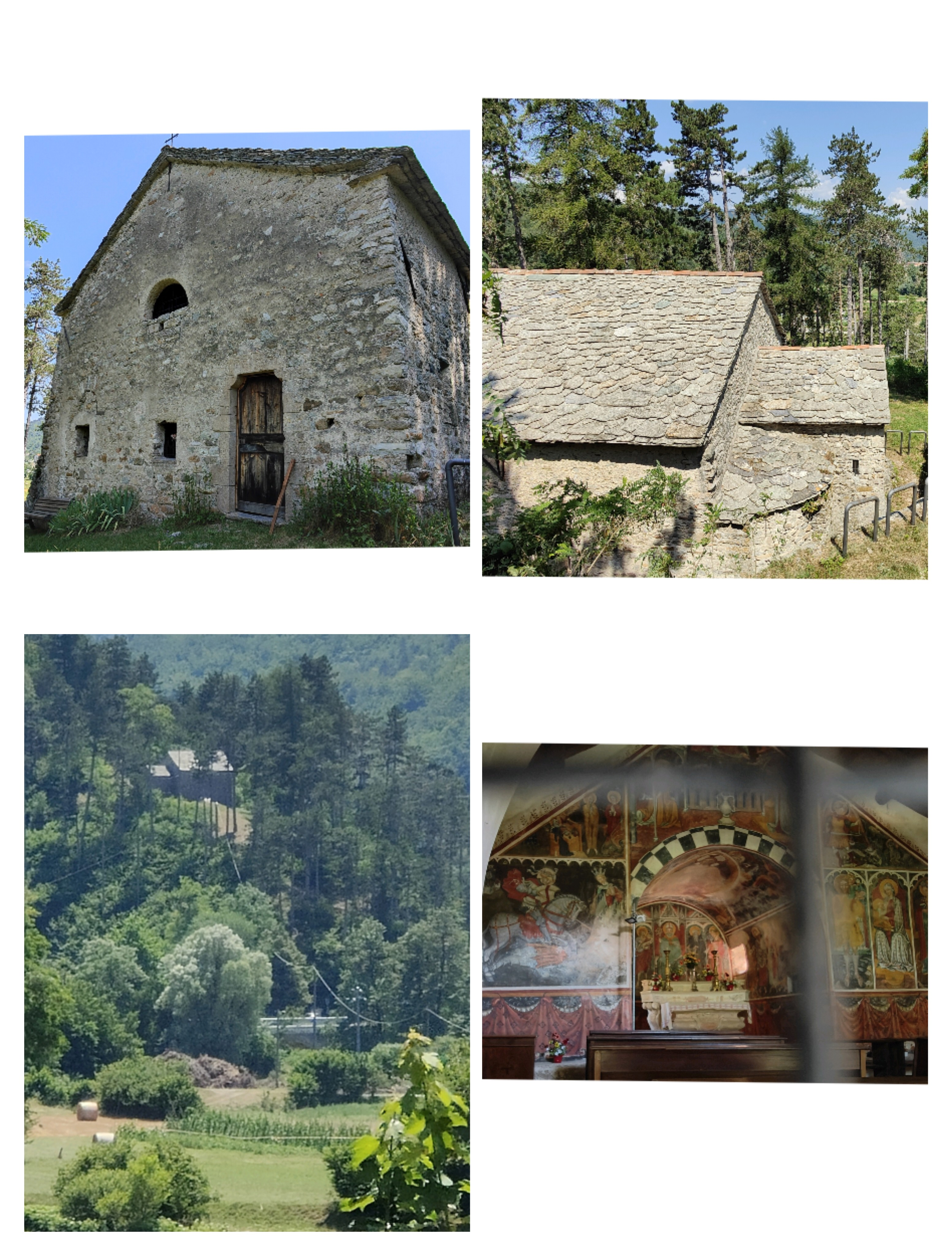
La più antica chiesa di Bardineto: "San Nicolò" con affreschi XVº sec.

Per tutto il basso medioevo e fino ai primi secoli dell'età moderna San Nicolò fu la chiesa parrocchiale di Bardineto. Dai registri del vescovo di Albenga del 1325 (da una ricerca effettuata dal sacerdote doglianese don Giovanni Conterno, poi pubblicata) faceva parte della Plebalia di Priero, allora parte della diocesi di Alba, di cui Bardineto faceva parte sino al 1814, quando passò definitivamente sotto la diocesi di Mondovì. Nel 1479 era chiesa cimiteriale. 
Dopo il 1700 fu eretta nel borgo la chiesa di San Giovanni Battista come nuova chiesa parrocchiale, nonostante San Nicolò continuasse ad esserlo di diritto. Questa doppia titolarità di protrasse sino al 24 giugno 1720 quando fu ufficialmente consacrata la nuova chiesa nel centro del paese.
Gli affreschi - di un pittore ancora ignoto - (non si sa se attribuiti forse alla mano di Antonio da Monteregale) raffigurano, sull'arco trionfale, la scena dell'Annunciazione e un altro ciclo ritraente San Giorgio, il drago e una principessa. Nel catino dell'abside è raffigurato un Cristo Pantocratore tra angeli e ancora un San Nicolò e i santi Bernardo, Giovanni Battista, Lorenzo e Benedetto. Le raffigurazioni dei Dodici apostoli sono presenti nelle pareti laterali.
A Cigliè, nel cuneese, c'è nella cappella intitolata a san Giorgio un affresco del santo che riproduce fedelmente quello che si trova qui a San Nicolò.